# NGC 3401
NGC 3401 je jedan do danas nepotvrđen objekt u zviježđu Sekstantu. Sva promatranja poslije nisu na tom položaju uočila nikoji objekt.

## Vanjske poveznice
- (eng.) SEDS: NGC 3401
- (eng.) Revidirani Novi opći katalog[neaktivna poveznica]
- (eng.) Izvangalaktička baza podataka NASA-e i IPAC-a
- (eng.) Astronomska baza podataka SIMBAD
- (eng.) VizieR